# Batalla de Suomussalmi
La batalla de Suomussalmi consistió en una serie de enfrentamientos entre las fuerzas de Finlandia y la Unión Soviética durante la Guerra de Invierno, entre 1939 y 1940. Se pueden diferenciar dos episodios: la batalla en sí librada en el pueblo de Suomussalmi y el llamado «Incidente de la carretera Raaten» (Raatteentie), que tuvo lugar al este del campo de batalla.
A pesar de que las unidades que participaron en la batalla de Raatteentie no tomaron parte en la de Suomussalmi, debido a que ambas ocurrieron casi simultáneamente y a solo pocos kilómetros de distancia, la primera suele ser considerada parte de la última por los historiadores.

## Antecedentes
Al prepararse Stalin para una inevitable guerra con la Alemania nazi, se percató de que la frontera finlandesa estaba a solo 32 km de Leningrado, siendo una excelente base para una invasión germana.
El 23 de agosto de 1939, la Unión Soviética y Alemania firmaron el Pacto Molotov-Ribbentrop, que estipulaba que no habría agresión entre los dos países por 10 años. Una cláusula secreta indicaba el reparto de los países de la Europa Oriental entre las naciones firmantes. Finlandia quedó en la esfera de influencia soviética, mientras que Polonia debía ser dividida entre los dos. El 1 de septiembre del mismo año, Alemania invadió Polonia; tres semanas después la Unión Soviética invadió desde el este. De acuerdo con el pacto germano-soviético, Polonia fue dividida.
El 26 de noviembre ocurrió el Incidente de Mainila, en el que la artillería soviética atacó varias áreas cerca de la aldea rusa de Mainila, anunciando luego que el ataque había sido finlandés y que varios soldados soviéticos habían muerto. Los soviéticos exigieron que Finlandia replegara sus tropas 25 km atrás de la frontera y que pidiera disculpas por el incidente. Finlandia negó estar involucrada en el mismo y rehusó pedir disculpas. Entonces, la Unión Soviética atacó el 30 de noviembre a Finlandia con 23 divisiones, que sumaban 450 000 hombres, alcanzando rápidamente la Línea Mannerheim.
Finlandia solo había tenido tiempo para movilizar a 180 000 hombres, pero los había entrenado en tácticas de guerrilla, en el uso de esquíes para desplazarse, había estudiado la geografía del futuro campo de batalla y obtenido trajes de camuflaje eficientes. El invierno de 1939 a 1940 fue extremadamente duro, con temperaturas de -40 °C, que los finlandeses, sin embargo, podían soportar con mayor facilidad que los rusos. Conscientes de su inferioridad numérica, los finlandeses no se atrevieron a enfrentarse con los invasores soviéticos a campo abierto, sino que atacaban a los grupos enemigos aislados y hacían de las provisiones enemigas sus principales objetivos.
Por su parte, el Ejército Rojo no estaba bien equipado para la guerra en invierno, especialmente en los densos bosques, ya que la arrogancia soviética había predicho que la guerra acabaría en menos de una semana, y el general Kliment Voroshílov pensó que no era necesario equipar bien a las tropas. Además, muchos de los vehículos utilizados no habían sido probados a temperaturas extremas. De esta manera, tuvo que mantenerse a los vehículos encendidos las 24 horas del día para evitar que el combustible se congelara en el motor.
Con graves problemas de abastecimiento, el mando militar soviético decidió que la captura del pueblo de Suomussalmi era importante para el avance de la guerra en el centro de Finlandia, ya que al ocupar el centro ferroviario de dicho poblado, se podría transportar rápidamente las provisiones a las tropas del frente. Para conquistar este poblado se envió a la 163.ª División de 17 000 hombres provenientes de Mongolia, una fuerza tres veces mayor a la fuerza finlandesa en la zona. Poco después se decidió mandar a la 44.ª División de Tiradores, compuesta por ucranianos, mucho mejor entrenados que los mongoles.

## Batalla de Suomussalmi
El 30 de noviembre de 1939, la 163.ª División cruzó la frontera con Finlandia y avanzó hacia Suomussalmi desde el noreste. Después de 48 horas, la 44.ª División motorizada avanzaba sobre el pueblo, con órdenes de acercarse desde el sur, con la finalidad de expulsar a los defensores finlandeses a los lagos congelados que había cerca, acabándolos. El segundo objetivo sería avanzar desde Puolanka y después a Oulu; esta sería la misión del 47.º Cuerpo de Ejército, al mando de Dashitsev. Después, los soviéticos, con el resto del IX Ejército a las órdenes del General Vassili Chuikov avanzarían al oeste, con la intención de llegar a Oulu, en la costa occidental de Finlandia, en el golfo de Botnia, con el fin de cortar al país nórdico en dos. Se hizo especial énfasis en que ninguna tropa soviética debía permanecer en Suomussalmi, ya que las unidades podían quedar atrapadas en los lagos congelados que rodeaban el pueblo, así como de no cruzar la frontera entre Suecia y Finlandia al llegar a esta.

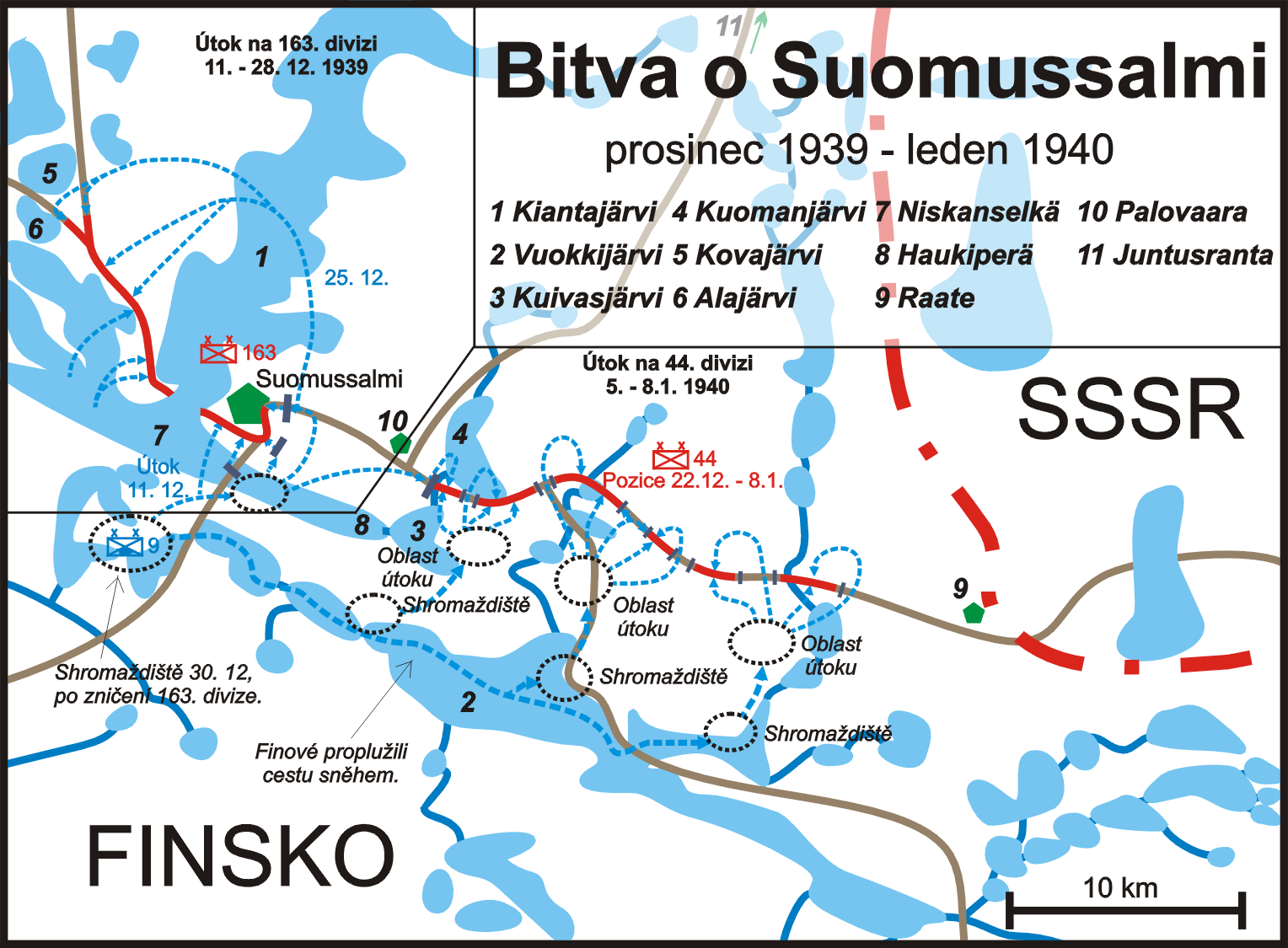
Plano de la batalla.

El 7 de diciembre, los finlandeses incendiaron parcialmente Suomussalmi, privando a los soviéticos, que llegaron ese mismo día, de sus edificios como refugio. Ese mismo día el mariscal Mannerheim ordenó al 27.º Regimiento de Infantería, al mando del Coronel Hjalmar Siilasvuo, que se dirigiera al frente y destruyera la 163.ª División, una orden extremadamente difícil de cumplir, considerando la magnitud de ambos ejércitos. Haciendo caso omiso a las recomendaciones de sus superiores, el Comandante ruso de la 163.ª División, Selendsov, ocupó Suomussalmi, obviando el hecho de que su maniobrabilidad dependía de los caminos existentes, mientras que las tropas finlandesas tenían completa libertad de movimiento.
El ataque finlandés empezó el 11 de diciembre. Copiando técnicas alemanas de asalto, se dividieron las tropas finlandesas en cuatro grupos: reconocimiento, apoyo, asalto y  explotación. La vanguardia se movería rápidamente en esquíes recogiendo información de posibles puntos de reunión y concentración de tropas enemigas. Entonces los grupos de apoyo abrirían fuego contra los soviéticos, y al recibir una señal se trasladarían a otra posición a 200 metros de su posición anterior, donde continuarían abriendo fuego. Entre dos grupos de apoyo quedaría así un corredor que los grupos de asalto utilizarían para atravesar rápidamente las golpeadas unidades soviéticas, atacándolas con granadas y armas automáticas. De esta manera, los grupos de asalto atravesarían el cercado grupo soviético y saldrían del otro lado. Luego el grupo de explotación entraría al corredor y fortalecería su posición, separando a un número de tropas enemigas de la fuerza principal, que posteriormente serían destruidas. Como las tropas soviéticas se encontraban dispersas por todo el camino, esta técnica era ideal, ya que no era mucha la profundidad a la que tenían que penetrar las fuerzas atacantes. Si los grupos soviéticos aislados intentaban flanquear a las fuerzas finlandesas que ocupaban el camino, tenían que pasar por los lagos congelados, que estaban vigilados por ametralladoras. Cuando la ruta de suministros de la 163.ª División también fue cortada, esta no pudo esperar recibir ayuda externa.
El 13 de diciembre, aviones de reconocimiento finlandeses detectaron a la 44.ª División de Tiradores acercándose a Suomussalmi desde el sur, siguiendo la carretera Raate. El espionaje a las comunicaciones de radio soviéticas determinó que esta división estaba mejor entrenada que su predecesora; además se descubrió que su objetivo era alcanzar a la 163.ª y brindarle apoyo. Siilasvuo ordenó entonces intensificar los ataques contra la 163.ª con el objetivo de destruirla antes de que llegaran los refuerzos, y al mismo tiempo ordenó la construcción de caminos de hielo paralelos a la carretera Raate, que quedaron cubiertos a la vista de los soviéticos por la densidad de los bosques de coníferas.
Después de múltiples contraataques fallidos de parte de las fuerzas soviéticas llevados a cabo entre el 23 y el 25 de diciembre, la moral empezó a decaer rápidamente, y llegó a presentarse el caso de un comisario político que fue asesinado por sus propios hombres. En la madrugada del 27 de diciembre, las tropas de Siilasvuo iniciaron el asalto final contra las cercadas tropas soviéticas, escasas de todo. Los finlandeses encontraron fuerte resistencia, llegando a cubrir solamente 3 km en casi 6 horas. Sin embargo, en la mañana del 28 de diciembre, la línea defensiva fue rota, y los soviéticos que sobrevivieron se retiraron al pueblo de Suomussalmi, mientras que otros escaparon a los lagos congelados, donde las ametralladoras los diezmaron fácilmente. Se cuenta que entre los pocos soviéticos que lograron escapar, unos 50 murieron al no poder contener el hambre y lanzarse contra la cocina de un campamento finlandés, demostrando la situación desesperada de los soldados que habían sido cercados. Al mediodía del 29 de diciembre, cayó el mismo pueblo de Suomussalmi y las fuerzas finlandesas sacaron a los defensores de sus trincheras a punta de bayoneta o utilizando granadas. Algunos grandes grupos de soviéticos que habían huido por la noche, fueron avistados y atacados por bombarderos finlandeses.
El 30 de diciembre acabó toda resistencia en Suomussalmi. En total se contabilizaron 5000 soviéticos muertos y se capturaron 400. Sin embargo, las cifras aumentaron al irse encontrando en la primavera más cadáveres enterrados en la nieve.

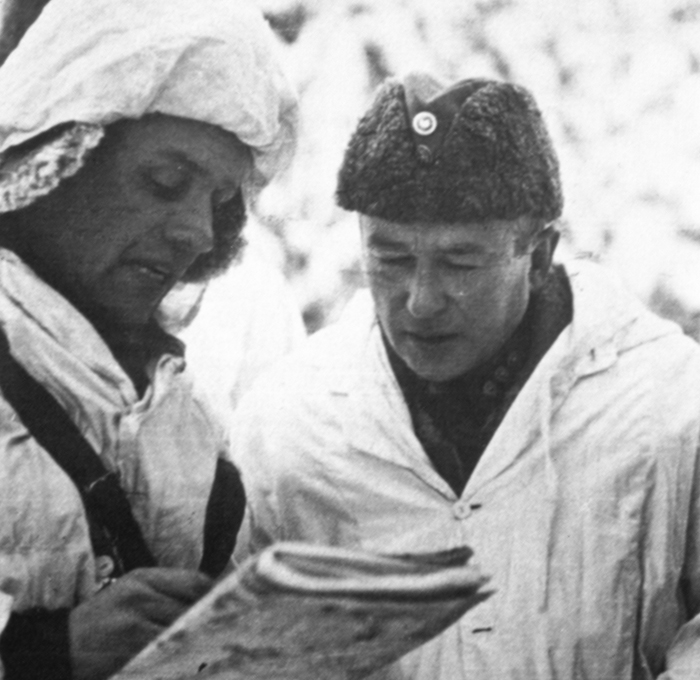
El coronel Siilasvuo (der.) durante la batalla de Suomussalmi.

Mientras tanto, la 44.ª División seguía avanzando en el sur hacia Suomussalmi, resistiendo los embates de los atacantes finlandeses desde el 24 de diciembre. El comandante de la 44.ª División, Vinogradov, estaba en pánico, ya que al encontrarse a sólo 9 km de donde se hallaba la extinta 163ª División, había escuchado —ya sea por radio o por medio de los sobrevivientes— de los tormentos que habían pasado sus camaradas cercados. Por ello, ante cualquier incremento del fuego enemigo, Vinogradov cancelaba toda operación ofensiva que había planeado, limitándose a las operaciones defensivas. Poco a poco la 44.ª División, que se encontraba dispersa por la carretera Raate, en una longitud de 30 km, fue cortada en secciones de la misma manera que la 163.ª. Los excelentes caminos de hielo construidos por orden de Siilasvuo, permitieron a las unidades finlandeses moverse rápidamente a lo largo de la carretera Raate, pudiendo cambiar su posición en cuestión de horas. De esta manera, las columnas soviéticas fueron aniquiladas poco a poco, enfocándose los finlandeses en las cocinas, ya que sabían cómo afectaba el hambre a las tropas cercadas en el duro invierno del Ártico. En contraste, las cocinas finlandesas estaban no muy lejos de la carretera, por lo que en pocas horas las tropas podían ser relevadas y enviadas atrás donde les esperaba comida caliente y camas calientes.

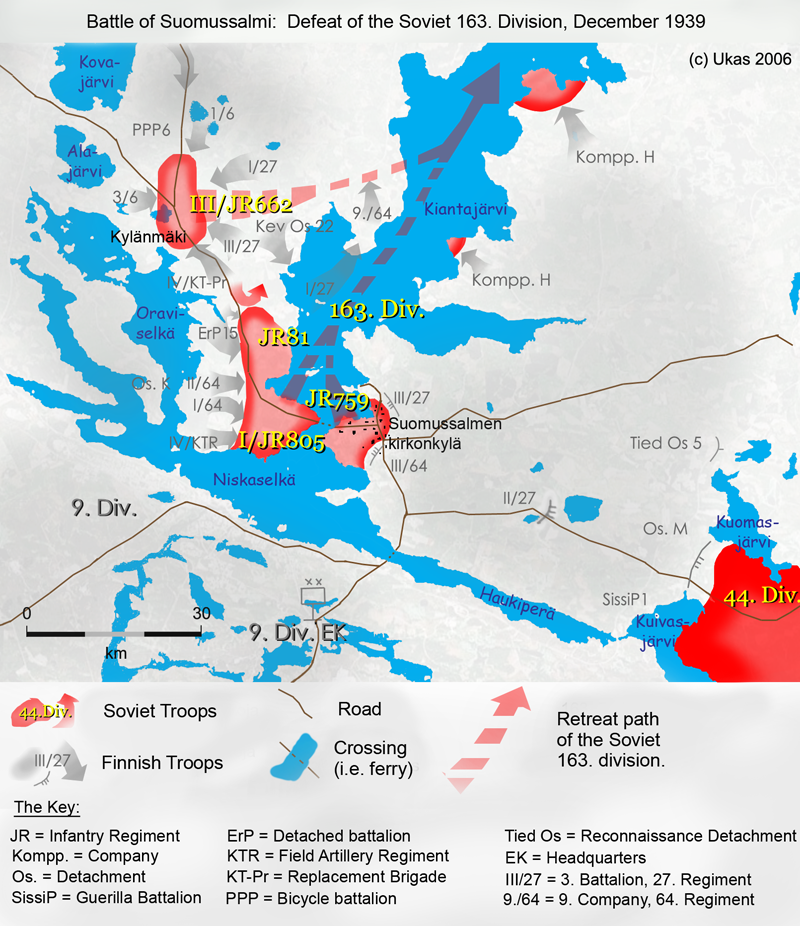
Desplazamientos de la 163.ª División.

Para el 3 de enero, los fallidos intentos descoordinados de las tropas soviéticas por romper el bloqueo que los atacantes finlandeses habían montado en los dos extremos de la carretera habían sumido a los soviéticos en la desesperación. En este punto se les empezó a acabar la munición, ya que ante cualquier señal del enemigo disparaban duramente.
El 5 de enero empezó el ataque final contra las fuerzas soviéticas, pero el grueso de las mismas pudieron repeler a los atacantes, que sufrieron fuertes bajas. Sin embargo, eso no cambiaba el hecho de que los soviéticos seguían cercados, pues muchos de los caminos de escape habían sido minados, y cualquier intento de enviar caballos a detectar las minas resultaba en que los finlandeses los mataban antes de llegar a la zona.
En la tarde del 6 de enero, el comandante Vinogradov dio la orden de que ahora todo hombre debía seguir por su cuenta, por lo que en cuestión de horas todo el ejército soviético entró en pánico. Muchos soldados soviéticos empezaron a hacer fogatas y a formar un cerco delante de ellas para calentarse y vigilar alrededor. Sin embargo, los finlandeses se acercaban ocultándose en la noche y lanzaban cargas explosivas dentro de las fogatas, volando a los soldados que estaban alrededor. Las fuerzas aéreas soviéticas no pudieron hacer nada, dado que las tropas finlandesas estaban diseminadas y cubiertas por el bosque. Cuando fue obvio que la batalla acabaría en cuestión de horas, los tanques soviéticos abandonaron a sus camaradas a pie y avanzaron por la carretera atropellando a todos los que intentaran detenerlos.
La batalla de Suomussalmi terminó finalmente a las 8:00 del 8 de enero de 1940.

## Consecuencias
Los finlandeses recogieron un gran botín: 65 tanques, 437 camiones, 10 motocicletas, 1620 caballos, 92 piezas de artillería de campaña, 78 cañones antitanque, 13 cañones antiaéreos, 6000 fusiles, 290 ametralladoras y equipo de comunicación. En total contaron 27 500 soldados soviéticos muertos, 43 tanques y 270 camiones destruidos. Por su parte, los finlandeses perdieron 900 hombres y fueron heridos 1770. Un corresponsal de guerra estadounidense describió la escena como: 

un calidoscopio de cuerpos… de cuatro millas de largo.

El comandante de la 163.ª División, Selendsov, desapareció, probablemente fue uno de los miles de cuerpos anónimos que fueron cubiertos por la nieve y fueron descubiertos descompuestos en la primavera. El comandante de la 44.ª División, Vinogradov, escapó a la Unión Soviética, donde fue juzgado y fusilado junto con otros tres oficiales de su división. Todos fueron acusados de haber perdido 55 cocinas ante el enemigo.
Esta victoria logró mantener libre el centro-norte de Finlandia y las tropas que allí servían pudieron ser enviadas, mucho mejor equipadas gracias al botín, al istmo de Carelia, donde se les necesitaba con urgencia. Al mismo tiempo, la victoria hizo creer a los ingleses y franceses que la situación no era tan urgente en Finlandia, y que el país podría resistir un poco más sin su ayuda. Cuando ésta fue finalmente enviada, ya era demasiado tarde.
La victoria fue tomada muy en cuenta por la Alemania nazi, que llegó a la conclusión de que si tropas pequeñas mal equipadas pero bien entrenadas podían desbaratar las divisiones del Ejército Rojo, las tropas de la Wehrmacht, grandes en número, muy bien entrenadas y equipadas, destruirían con facilidad al ejército soviético. Sin embargo, nunca tuvieron en cuenta que la Unión Soviética podía hacer frente con facilidad a las pérdidas sufridas, gracias a sus enormes reservas, algo que Alemania nunca pudo hacer durante la guerra.
Finalmente, los soviéticos aprendieron de sus errores y disminuyeron el control político del Partido Bolchevique sobre el Ejército Rojo. Por tanto, jefes más efectivos fueron colocados al mando, y con el empleo masivo de tanques y artillería, los soviéticos pudieron romper finalmente las líneas defensivas de Finlandia, obligándola a firmar un armisticio el 12 de marzo de 1940. Una consecuencia directa en la política soviética fue la caída del protegido de Stalin Kliment Voroshílov, que fue reemplazado por Semión Timoshenko como Comisario de la Defensa del Pueblo. Timoshenko trajo consigo a una nueva generación de altos oficiales, entre los que se encontraba Gueorgui Zhúkov, el vencedor de la batalla de Khalkhin Gol, que representó un papel clave en la Gran Guerra Patria contra Alemania. Uno de los principales cambios fue la eliminación de cuerpos solamente de infantería y de tanques, creándose en su lugar cuerpos mixtos, que demostraron ser más efectivos (la proporción óptima era considerada de 10 soldados de infantería por tanque).
La consecuencia más importante fue que, a pesar de que Finlandia perdió grandes porciones de territorio, se ganó el derecho de negociar con la Unión Soviética, por lo que al final de la Segunda Guerra Mundial fue el único país vecino de la Unión Soviética que permaneció independiente.